# 沃特斯米特鎮區 (密歇根州)
沃特斯米特鎮區（英語：Watersmeet Township）是位於美國密歇根州戈吉比克縣的一個行政鎮區。

## 地方資料
沃特斯米特鎮區的面積為719.50平方千米，當中陸地面積為659.80平方千米，而水域面積為58.70平方千米。根據2020年美國人口普查的數據，當地共有人口1456人，而人口密度為每平方千米2.02人。